# Cupaniopsis rosea
Cupaniopsis rosea är en kinesträdsväxtart som beskrevs av F. Adema. Cupaniopsis rosea ingår i släktet Cupaniopsis och familjen kinesträdsväxter. Inga underarter finns listade i Catalogue of Life.